# Пеги Витсон
Пеги Анет Витсон (енгл. Peggy Annette Whitson; Маунт Ер (Ајова), 9. фебруар 1960) је америчка биохемичарка, бивши астронаут агенције НАСА, и бивши водећи астронаут ове агенције. Са три дуготрајна боравка на Међународној свемирској станици, током Експедиција 5, 16, и 50/51/52 Пеги је најискуснија астронауткиња агенције НАСА, са преко 665 дана у орбити.
У свемир је трећи пут полетела у новембру 2016. године руском летелицом Сојуз МС-03 и боравила на МСС као летачки инжењер Експедиција 50 и 52 и као командант Експедиције 51. Поставила је рекорд по броју свемирских шетњи за жене (10). У априлу 2017. агенција НАСА одлучила је да искористи слободно место на једној од руских летелица Сојуз и продужи боравак Пеги Витсон на МСС до септембра исте године, односно три месеца дуже од планираног. Само неколико седмица касније, 24. априла, Пеги је оборила рекорд агенције НАСА по кумулативном времену проведеном у орбити, претекавши колегу Џефа Вилијамса. По слетању у септембру 2017. сакупила је преко 665 дана у орбити по чему је најискуснији астронаут агенције НАСА као и најискуснија астронауткиња на свету.
Пеги је 23. маја 2017. претекла сународницу Суниту Вилијамс по укупном трајању спроведених свемирских шетњи. Закључно са својим десетим изласком у отворени свемир Пеги је акумулирала преко 60 сати, чиме је доспела на четврто место у историји. Испред су само колеге Ендру Фјустел, Мајкл Лопез-Алегрија и Анатолиј Соловјов.